# Seiji Ara
Seiji Ara (jap. 荒聖治 Ara Seiji; ur. 5 maja 1974 w Chiba) – japoński kierowca wyścigowy.

## Kariera
Ara rozpoczął karierę w międzynarodowych wyścigach samochodowych w 1996 roku od startów w Barber Dodge Pro Series. Z dorobkiem 41 punktów został sklasyfikowany na piętnastej pozycji w klasyfikacji generalnej. W późniejszych latach Japończyk pojawiał się także w stawce Japońskiej Formuły 3, American Le Mans Series, Formuły 3 Korea Super Prix, Grand Prix Makau, Autobacs Cup All Japan GT Championship, Japan GT Festival in Malaysia, 24-godzinnego wyścigu Le Mans, Japońskiej Formuły 3000, 1000 km Le Mans, FIA Sportscar Championship, Le Mans Endurance Series, Super GT, World Touring Car Championship, FIA GT1 World Championship, Malaysia Merdeka Endurance Race, Blancpain Endurance Series oraz FIA World Endurance Championship.

## Wyniki w 24h Le Mans
| Rok  | Zespół                    | Partnerzy                            | Samochód              | Klasa  | Okr. | Poz. | Klasa Pos. |
| ---- | ------------------------- | ------------------------------------ | --------------------- | ------ | ---- | ---- | ---------- |
| 2001 | Viper Team Oreca          | Masahiko Kondō Ni Amorim             | Chrysler LMP          | LMP900 | 243  | NU   | NU         |
| 2002 | Audi Sport Japan Team Goh | Hiroki Katō Yannick Dalmas           | Audi R8               | LMP900 | 358  | 7    | 6          |
| 2003 | Audi Sport Japan Team Goh | Jan Magnussen Marco Werner           | Audi R8               | LMP900 | 370  | 4    | 2          |
| 2004 | Audi Sport Japan Team Goh | Rinaldo Capello Tom Kristensen       | Audi R8               | LMP900 | 379  | 1    | 1          |
| 2005 | Jim Gainer International  | Ryō Michigami Katsutomo Kaneishi     | Dome S101Hb-Mugen     | LMP1   | 193  | NU   | NU         |
| 2009 | Navi Team Goh             | Keisuke Kunimoto Sascha Maassen      | Porsche RS Spyder Evo | LMP2   | 339  | NU   | NU         |
| 2012 | Pescarolo Team            | Nicolas Minassian Sébastien Bourdais | Dome S102.5-Judd      | LMP1   | 203  | NS   | NS         |